# Czarniaki
Czarniaki (Melampittidae) – zdefiniowana w drugim dziesięcioleciu XXI wieku rodzina ptaków z podrzędu śpiewających (Oscines) w obrębie rzędu wróblowych (Passeriformes).

## Systematyka
Do rodziny należą dwa monotypowe rodzaje:
- Melampitta Schlegel, 1871 – jedynym przedstawicielem jest Melampitta lugubris Schlegel, 1871 – czarniak mały
- Megalampitta Schodde & Christidis, 2014 – jedynym przedstawicielem jest Megalampitta gigantea (Rothschild, 1899) – czarniak duży

Podobieństwo tych dwóch gatunków do kurtaczków (Pittidae) zadecydowało o początkowym umieszczeniu ich w tej rodzinie. Jako że budowa ich organu głosowego była bardziej zbliżona do śpiewających (Passeriformes), przeniesiono je do rodziny tymaliowatych (Timaliidae), następnie do ziemnodrozdów (Orthonychidae), w końcu do rodziny długobiegów (Eupetidae). Na podstawie badań DNA Sibley i Ahlquist umieścili rodzaj w rodzinie cudowronek (Paradisaeidae), jednak te wnioski nie były poparte behawiorem ani biologią czarniaków. Ostatnie badania wykazały pokrewieństwo ze skałowronami (Corcoracidae). W 2014 Schodde i Christidis utworzyli dla tych gatunków nową rodzinę Melampittidae, a czarniaka dużego umieścili w nowo zdefiniowanym rodzaju Megalampitta.

## Występowanie
Rodzina czarniaków obejmuje gatunki występujące endemicznie na Nowej Gwinei.

## Morfologia
Oba gatunki czarniaków posiadają całkowicie czarne upierzenie, długie, silne nogi i są podobne do kurtaczków. Pióra na czole nastroszone. Czarniak mały mierzy 18 cm i waży ok. 30 g, natomiast czarniaka dużego cechuje zdecydowanie większa masa ciała, około 205 g, długość ciała wynosi 29 cm. Posiada także mocniejsze lotki i sterówki, prawdopodobnie jako przystosowanie do przebywania w wapiennych jaskiniach. Nie występuje dymorfizm płciowy, jedynie u czarniaka małego samca cechuje czerwona tęczówka, a samicę brązowa.

## Ekologia i zachowanie
Czarniaki zamieszkują górskie lasy deszczowe. Czarniak mały występuje do wysokości 3500 m n.p.m., zazwyczaj 2000–2800. Czarniak duży zasiedla jedynie tereny pokryte wapieniem, na którym zarówno przebywa, jak i gniazduje. Oba gatunki są endemiczne dla Nowej Gwinei, przy czym rzadszy jest M. gigantea. Pożywienie stanowią głównie bezkręgowce, jednakże jest to pewne jedynie w przypadku czarniaka małego.
Wszystkie dostępne dane o rozrodzie dotyczą jedynie czarniaka małego. Jednakże od lokalnej ludności pochodzą doniesienia, że drugi gatunek czarniaka buduje gniazda z winorośli w zagłębieniach skał wapiennych. Wiadomo, że czarniak mały rozpoczyna lęgi w porze suchej i trwają aż do początku pory deszczowej. Gniazdo stanowi kopuła z mchu. Samica składa jedno kredowobiałe jajo i wysiaduje je sama przez 27 dni, co jest długim okresem jak na ptaki wróblowe. W trakcie inkubacji samiec dostarcza partnerce pożywienie. Pisklę nie wykluwa się nagie, a pokryte puchem; oba ptaki z pary karmią je. W przeciwieństwie do cudowronek, młode nie otrzymuje zwracanego pokarmu, a świeżo przyniesionego. Opierza się ono po około 35 dniach.